# 버스커 버스커 1집 마무리
《버스커 버스커 1집 마무리》는 버스커 버스커의 정규 1집 활동을 마무리하는 앨범으로, CJ E&M를 통해 2012년 6월 21일 발매되었다. 3월 발매된 정규 1집 준비 당시 수록 예정이었으나 ‘봄’이라는 앨범 테마상 제외된 ‘여름’ 느낌의 신곡을 중심으로 구성되었다. 신곡이지만 여전히 1집의 테두리 안에 있다는 의미에서 ‘1집 마무리'라고 이름 붙여졌다. 앨범의 전 수록곡이 공개되자마자 차트의 상위권에 랭크되었고, 타이틀 곡 〈정말로 사랑한다면〉은 각종 차트에서 1위를 기록하였다.

## 구성
| 제목                                 | 소개 |
| ------------------------------------ | --- |
| 그댈 마주하는건 너무 힘들어 (그마힘) | 헤어진 후 상대를 마주하고 싶지 않을 정도로 힘든 감정을 빠른 템포의 통기타 멜로디에 담았다. 특히 후렴구에서 코러스로 참여한 김형태의 목소리가 장범준의 목소리와 대비되며 격정적인 감정을 전하고 있다.                                    |
| 네온사인                             | 유일하게 정규 1집 발표 후에 만든 신곡으로, 천안에서 서울로, 학생에서 가수로, 급변한 환경에 적응하며 느낀 복잡한 감정을‘네온사인’에 비유해 그려냈다. 회사일을 마치고 네온사인이 켜진 저녁에 데이트를 하는 도시의 연인들을 위한 노래이다. |
| 소나기 (주르르루)                    | 비가 오는 소리를 ‘주르르루’로 재미있게 표현한 노랫말과 리듬감 있는 어쿠스틱 멜로디가 특징을 이루는 곡이다. |
| 정말로 사랑한다면                    | 사랑하는 연인이 서로의 진심을 오해하는 상황을 대화처럼 담아낸 미디움 템포의 노래이다. 섣불리 사랑한다는 말을 했지만 정작 상대방은 진심을 느끼지 못해 결국 헤어지자는 말을 들었던 장범준의 경험을 바탕으로 했다.                         |
| 기다려 주세요                        | ‘정말로 사랑한다면’을 어쿠스틱 기타 솔로 곡으로 편곡한 연주곡이다. 장범준이 연주한 러프한 느낌 그대로 원테이크로 녹음했다. 이곡은 또한 한동안 휴식기를 가질 버스커버스커가 팬들에게 보내는 메시지이기도 하다.                           |

## 수록곡
| #            | 제목                                     | 작사         | 작곡         | 편곡           | 재생 시간 |
| ------------ | ---------------------------------------- | ------------ | ------------ | -------------- | --------- |
| 1.           | 〈그댈 마주하는건 너무 힘들어 (그마힘)〉 | 장범준       | 장범준       | 장범준, 배영준 | 3:05      |
| 2.           | 〈네온사인〉                             | 장범준       | 장범준       | 장범준, 배영준 | 3:58      |
| 3.           | 〈소나기 (주르르루)〉                    | 장범준       | 장범준       | 장범준, 배영준 | 3:45      |
| 4.           | 〈정말로 사랑한다면〉                    | 장범준       | 장범준       | 장범준, 배영준 | 4:11      |
| 5.           | 〈기다려 주세요〉                        |              | 장범준       | 장범준         | 1:21      |
| 총 재생 시간 | 총 재생 시간                             | 총 재생 시간 | 총 재생 시간 | 총 재생 시간   | 16:20     |

## 차트

### 음반 차트
| 차트                      | 최고 순위 |
| ------------------------- | --------- |
| 한국 가온 앨범 차트(주간) | 1         |

### 노래 차트
| 〈정말로 사랑한다면〉                   | 1  | 1  |
| 〈그댈 마주하는건 너무 힘들어〉(그마힘) | 3  | 4  |
| 〈소나기〉(주르르루)                    | 6  | 6  |
| 〈네온사인〉                            | 8  | 9  |
| 〈기다려 주세요〉                       | 12 | 12 |